# Dynastia z Vaudémont

Herb hrabiów Vaudémont, XV wiek

Herb książąt Lotaryngii i Baru, XVI–XVIII wiek

Dynastia z Vaudémont (fr. Maison de Lorraine-Vaudémont) – ród feudalny, a później książęcy z Lotaryngii, młodsza gałąź pochodzącej z Alzacji dynastii z Châtenois.
Dynastię z Vaudémont zapoczątkował żyjący na przełomie XIV i XV wieku syn księcia Lotaryngii Jana I, Fryderyk, który był hrabią Vaudémont i zginął w 1415 roku w bitwie pod Azincourt.
Ród Vaudémont w XV wieku zgłaszał swoje prawa do rządzonej przez Walezjuszów Górnej Lotaryngii. W 1473 roku odziedziczył to księstwo przedstawiciel rodu, René II Lotaryński, będący głównym potomkiem zarówno męskiej, jak i żeńskiej linii sukcesji.
W późniejszych wiekach władcy lotaryńscy lawirowali między Francją a Rzeszą Niemiecką. Uznając w zależności od sprzyjających warunków politycznych zwierzchność królów Francji lub cesarzy Świętego Cesarstwa Rzymskiego Narodu Niemieckiego. Od XVII wieku byli w sojuszu z Habsburgami co prowadziło do ustawicznych wojen z Francją. Na mocy traktatu wiedeńskiego z 1735 roku kończącego wojnę sukcesyjną polską utracili Księstwo Lotaryngii i Baru na rzecz zdetronizowanego króla polskiego Stanisława Leszczyńskiego. W zamian ostatni książę z dynastii Vaudémont, Franciszek Stefan Lotaryński otrzymał Wielkie Księstwo Toskanii.
Z dynastii z Vaudémont pochodził francuski ród książęcy Gwizjuszów. Kontynuacją dynastii z Vaudémont jest Dom Habsbursko-Lotaryński.